# Agustín Almendra
Agustín Ezequiel Almendra, mais conhecido como Agustín Almendra (San Francisco Solano, 11 de fevereiro de 2000), é um futebolista argentino que atua como meio-campista. Atualmente joga pelo Racing.

## Carreira

### Antecedentes
Almendra chegou ao Boca Juniors aos 10 anos de idade, por isso percorreu um longo caminho pelas categorias inferiores do referido clube até se juntar a equipe principal em dezembro de 2017. Vale ressaltar que, antes de jogar pelo Boca Juniors, ele estava nas categorias de base do Lanús e do Independiente.
Deve-se notar que ele esteve treinando com a Seleção Argentina durante a disputa de amistosos contra as seleções da Rússia e da Nigéria, ambos realizados na Rússia, antes da Copa do Mundo FIFA de 2018.

### Boca Juniors
Em 2 de janeiro de 2018, ele realizou seu primeiro treino profissional do ano, com a presença tanto do elenco principal e quanto do elenco das categorias de base. Sua primeira partida na equipe profissional aconteceu em 15 de abril, entrando como titular em uma derrota fora de casa para o Independiente por 1 a 0, pelo Campeonato Argentino de 2017–18.
Com a chegada de Gustavo Alfaro à direção técnica do Boca Juniors, Almendra começou o ano de 2019 com mais participação na equipe, geralmente entrando do banco de reservas e até mesmo sendo titular em vários jogos. Em 1 de março, na vitória fora de casa por 3 a 1 sobre o Unión de Santa Fe, ele entrou nos últimos minutos da partida e fez seu primeiro gol pela equipe profissional, pelo Campeonato Argentino de 2018–19.[carece de fontes?]
Após perder o posto de titular e também não ser escalado para a partida diante do Central Córdoba, pela Copa Argentina, o jogador se envolveu em uma discussão com um companheiro de equipe e com o técnico Sebastián Battaglia. No dia 1 de março de 2022, a diretoria do Boca Juniors decidiu afastar Almendra. A atitude também recebeu diversas críticas do jogador Darío Benedetto, companheiro de equipe no Boca Juniors.

## Seleção Argentina
Em 2017, Almendra participou de algumas partidas pela Seleção Argentina Sub-15 e pela Seleção Argentina Sub-17, respectivamente, no Campeonato Sul-Americano. Em 2018, Almendra é convocado para a Seleção Argentina Sub-20 para participar do Torneio Internacional de L'Alcúdia; a seleção conseguiu vencer a competição depois de derrotar a Seleção Russa Sub-20 na final por 2 a 1.

## Estatísticas
Atualizado até 16 de março de 2022.

### Clubes
| Equipe            | Temporada         | Campeonato nacional | Campeonato nacional | Campeonato nacional | Copa nacional[a] | Copa nacional[a] | Copa nacional[a] | Competições continentais[b] | Competições continentais[b] | Competições continentais[b] | Outros torneios[c] | Outros torneios[c] | Outros torneios[c] | Total | Total | Total   |
| Equipe            | Temporada         | Jogos               | Gols                | Assist.             | Jogos            | Gols             | Assist.          | Jogos                       | Gols                        | Assist.                     | Jogos              | Gols               | Assist.            | Jogos | Gols  | Assist. |
| ----------------- | ----------------- | ------------------- | ------------------- | ------------------- | ---------------- | ---------------- | ---------------- | --------------------------- | --------------------------- | --------------------------- | ------------------ | ------------------ | ------------------ | ----- | ----- | ------- |
| Boca Juniors      | 2017–18           | 3                   | 0                   | 0                   | 1                | 0                | 0                | 1                           | 0                           | 0                           | 0                  | 0                  | 0                  | 5     | 0     | 0       |
| Boca Juniors      | 2018–19           | 15                  | 1                   | 1                   | 1                | 0                | 0                | 5                           | 0                           | 0                           | 2                  | 0                  | 1                  | 23    | 1     | 2       |
| Boca Juniors      | 2019–20           | 6                   | 1                   | 0                   | 0                | 0                | 0                | 0                           | 0                           | 0                           | 0                  | 0                  | 0                  | 6     | 1     | 0       |
| Boca Juniors      | 2021              | 15                  | 3                   | 1                   | 4                | 0                | 0                | 5                           | 1                           | 1                           | 9                  | 0                  | 0                  | 33    | 4     | 2       |
| Boca Juniors      | 2022              | 0                   | 0                   | 0                   | 0                | 0                | 0                | 0                           | 0                           | 0                           | 2                  | 0                  | 0                  | 2     | 0     | 0       |
| Boca Juniors      | Total             | 39                  | 5                   | 2                   | 6                | 0                | 0                | 11                          | 1                           | 1                           | 13                 | 0                  | 1                  | 69    | 6     | 4       |
| Total na carreira | Total na carreira | 39                  | 5                   | 2                   | 6                | 0                | 0                | 11                          | 1                           | 1                           | 13                 | 0                  | 1                  | 69    | 6     | 4       |

- a. ^ Jogos da Copa Argentina
- b. ^ Jogos da Copa Libertadores da América
- c. ^ Jogos do Supercopa Argentina e Copa da Liga Argentina

## Títulos

### Clubes
Boca Juniors
- Campeonato Argentino: 2017–18, 2019–20
- Supercopa Argentina: 2018
- Copa Argentina: 2019–20
- Copa da Liga Profissional de Futebol: 2020

Racing Club
- Copa Sul-Americana: 2024
- Recopa Sul-Americana: 2025

### Seleção nacional
Argentina Sub-20
- Torneio Internacional de L'Alcúdia: 2018